# Mancera de Abajo
Mancera de Abajo es un municipio y localidad española de la provincia de Salamanca, en la comunidad autónoma de Castilla y León. Se integra dentro de la comarca de la Tierra de Peñaranda. Pertenece al partido judicial de Peñaranda y a la Mancomunidad de Peñaranda. Su término municipal, que está formado por un solo núcleo de población, ocupa una superficie total de 23,47 km² y tiene una población de 197 habitantes (INE 2024).

## Geografía
Por el término municipal pasa el río Navazamplón.

## Historia
Entre los siglos XI y XV, Mancera de Abajo estuvo ligada a la Comunidad de Villa y Tierra de Ávila, pasando en el primer tercio del siglo XV a formar parte del Reino de León al integrarse en la jurisdicción de Salamanca. Con la creación de las actuales provincias en 1833, Mancera de Abajo quedó encuadrado en la provincia de Salamanca, dentro de la Región Leonesa, formando parte del partido de Peñaranda de Bracamonte.
Hacia mediados del siglo XIX, la villa tenía contabilizada una población de 303 habitantes. Aparece descrita en el decimoprimer volumen del Diccionario geográfico-estadístico-histórico de España y sus posesiones de Ultramar de Pascual Madoz de la siguiente manera:

MANCERA DE ABAJO: v. con ayunt. en la prov. de Salamanca (8 leg.), part. jud. de Peñaranda de Bracamonte (1), dióc. de Avila (8), aud. terr. de Valladolid (17), y c. g. de Castilla la Vieja. Está sit. en un llano dominándole una cord. que corre en direccion NE. del pueblo: su clima es templado y las enfermedades mas frecuentes las calenturas remitentes é intermitentes. Se compone de 75 casas de mediana construccion, entre ellas la del ayunt., en cuyos altos está establecida la escuela de instruccion pública concurrida por 32 niños y dotada con 1,300 rs. y en los bajos se halla la cárcel, la panera del pósito y la carnicería; hay un palacio inhabitable perteneciente al marqués de Malpica; igl. parr. con la advocacion de Ntra. Sra. de la Visitacion, servida por un cura de concurso y provision ordinaria y un cementerio que en nada perjudica á la salud pública; fuera del pueblo hay 2 ermitas y las ruinas de un conv. que perteneció á Mínimos, del cual no queda mas que una huerta cercada con su casa. Confina el térm. por el N. con Boveda del Rio al Mar; E. Gimialcon y Bercinucelle; S. Salmoral, y O. Macotera; corre por él pasando muy próximo al pueblo el r. Zamplon que después toma el nombre de Rio al Mar sin nada mas notable. El terreno es mitad fértil y mitad ligero, llano en su mayor parte, con un monte de encina entre E. y S. Los caminos se dirigen uno al puerto de Pico y otro al de Baños viniendo de Toro, Zamora y Valladolid. El correo se recibe de la cab. del part. dos veces en la semana. prod.: trigo, cebada, centeno, garbanzos, toda clase de legumbres y algun vino; hay ganado lanar churro, cerdoso y vacuno; y caza de conejos, liebres y perdices. ind.: la agrícola y un molino harinero. pobl.: 74 vec., 303 alm. riqueza prod.: 428,400 rs. imp. 24,420. Valor de los puestos públicos 5,920 rs. 
Fué en otro tiempo esta v. exenta, como perteneciente al señor marqués de Malpica, quien egercia en ella completo señorío, y era cab. de las 7 v. que formaban el precitado señorío.
(Madoz, 1848, pp. 170-171)

## Demografía
Cuenta con una población de 197 habitantes (INE 2024).
| Gráfica de evolución demográfica de Mancera de Abajo entre 1842 y 2021                                                |
| |
| Población de derecho según los censos de población del INE. Población de hecho según los censos de población del INE. |

## Administración y política
| Partido político                         | 2019  | 2019  | 2019       | 2015  | 2015  | 2015       | 2011  | 2011  | 2011       | 2007  | 2007  | 2007       | 2003  | 2003  | 2003       |
| Partido político                         | %     | Votos | Concejales | %     | Votos | Concejales | %     | Votos | Concejales | %     | Votos | Concejales | %     | Votos | Concejales |
| Partido Popular (PP)                     | 80,72 | 134   | 5          | 63,89 | 115   | 4          | 59,09 | 117   | 4          | 54,63 | 124   | 4          | 33,58 | 89    | 2          |
| Partido Socialista Obrero Español (PSOE) | 13,25 | 22    | 0          | 15,00 | 27    | 1          | 37,37 | 74    | 3          | 45,37 | 103   | 3          | 66,04 | 175   | 5          |
| Unión Progreso y Democracia (UPyD)       | —     | —     | —          | 13,33 | 24    | 0          | —     | —     | —          | —     | —     | —          | —     | —     | —          |
| De Mancera de Abajo (MdA)                | —     | —     | —          | 6,11  | 11    | 0          | —     | —     | —          | —     | —     | —          | —     | —     | —          |

## Patrimonio
- Palacio de los Marqueses de Mancera.
- Iglesia de Nuestra Señora la Virgen del Rosario.